# 76 923 (число)
76 923 (семьдесят шесть тысяч девятьсот двадцать три) — натуральное число, расположенное между числами 76 922 и 76 924. Оно не является простым числом, а относительно последовательности простых чисел расположено между 76919 и 76943.

## Математические свойства

### Свойства, связанные с десятичной записью
- 76923 — наименьшее число k, такое, что для всех n в промежутке от 1 до 12 десятичная запись произведения nk содержит цифру 3[2];
  - наименьшее число k, такое, что для всех n от 1 до 11 десятичная запись произведения nk содержит цифру 6[3];
  - наименьшее число k, такое, что для всех n от 1 до 12 десятичная запись произведения nk содержит цифру 6[3].
- Умножение числа (0)76923 на 1, 3, 4, 9, 10, 12 эквивалентно циклической перестановке шести цифр 076923. Умножение на 2, 5, 6, 7, 8 или 11 даёт циклическую перестановку 153846[4][5].

#### Период бесконечной десятичной дроби
- Период разложения обыкновенной дроби 1/13 в десятичную дробь — последовательность цифр 076923[4][5][6]:

1/13 = 0,076923076923076923…
- Период дроби можно превратить в целую часть умножением на 1 000 000[7]:

- Десятичная запись периода дроби 1/76923 является простым числом 13[8] (предыдущее и последующее числа с тем же свойством — 41 841 и 90 909 соответственно):

1/76923 = 0,000013000013000013…

#### Теорема Миди
В соответствии с теоремой Миди,

### Комбинаторные свойства
Существует 76 923 неэквивалентных способа поместить чёрный и белый камни на доске 28 × 28. Два расположения считаются эквивалентными, если одно из них может быть получено из другого поворотом или отражением доски. Согласно формуле Пойа — Бёрнсайда,
где
- {\displaystyle T=28^{2}(28^{2}-1)=613872}

 — общее число расположений без учёта симметрий;
- {\displaystyle C_{90}=C_{270}=0}

 — число расположений, не изменяющихся при повороте на ±90°;
- {\displaystyle C_{180}=0}

 — число расположений, не изменяющихся при повороте на 180°;
- {\displaystyle C_{V}=C_{H}=0}

 — число расположений, не изменяющихся при вертикальном или горизонтальном отражении доски;
- {\displaystyle C_{D_{1}}=C_{D_{2}}=28(28-1)=756}

 — число расположений, не изменяющихся при отражении доски в одной из её главных диагоналей.